# Бибри
Бибри (фр. Bubry) је насељено место у Француској у региону Бретања, у департману Морбијан.
По подацима из 2011. године у општини је живело 2406 становника, а густина насељености је износила 34,82 становника/km².

## Демографија
| 1962. | 1968. | 1975. | 1982. | 1990. | 2011. |
| ----- | ----- | ----- | ----- | ----- | ----- |
| 3.442 | 3.040 | 2.865 | 2.563 | 2.445 | 2.406 |